# Netzschkauer Maschinenfabrik

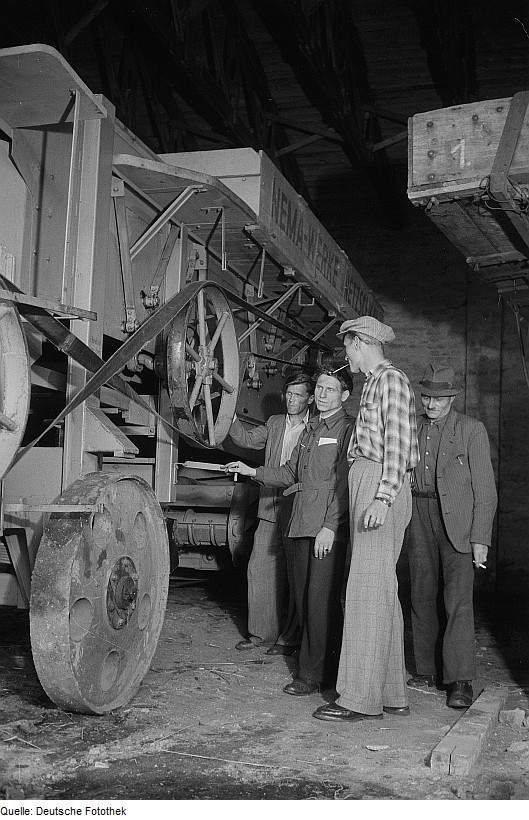
Bild von 1952

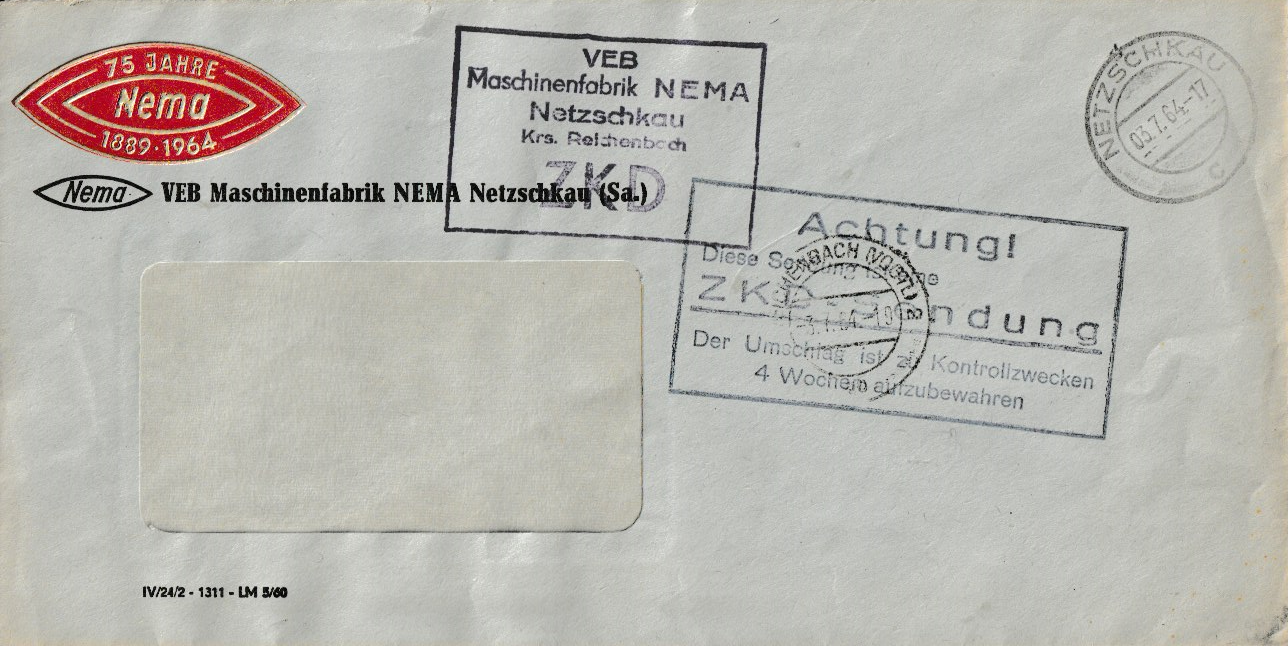
Briefumschlag „75 Jahre NEMA (1889–1964)“

Die Netzschkauer Maschinenfabrik war ein deutsches Unternehmen, das im sächsischen Netzschkau ansässig war.

## Beschreibung
Ferdinand Hofmann und Franz Stark gründeten am 1. Mai 1889 die Maschinenbauwerkstatt „Hofmann und Stark“. Sie waren im Bereich Maschinenbau und Reparatur tätig. Nachdem Hofmann 1899 ausgeschieden war, erfolgte die Umfirmierung in „Netzschkauer Maschinenfabrik Franz Stark & Söhne“. Zu der Zeit waren 35 Mitarbeiter beschäftigt. 1907 kam die Produktion von landwirtschaftlichen Maschinen und 1912 Apparate für den Lüftungs- und Heizungsbereich dazu.
Zwischen 1923 und 1925 entstanden einige Personenkraftwagen mit dem Namen Nemalette.
1929 hatte das Unternehmen 322 Mitarbeiter, Ende 1936 etwa 1000 und 1944 etwa 2000.
1945 wurden die damaligen Eigentümer, die Brüder Franz und Gottwald Stark, enteignet. Sie wurden von den Russen im Speziallager Nr. 2 Buchenwald inhaftiert und kamen dort unter nicht geklärten Umständen zu Tode.
Ab 25. November 1946 lautete die Firmierung „Sowjetische Aktiengesellschaft SAG, vorm. Netzschkauer Maschinenfabrik Nema Netschkau“, ab 1949 Sowjetische Maschinenbau-AG „Podjomnik“ und ab 1952 „VEB Maschinenfabrik Nema Netzschkau“. Der Betrieb entwickelte sich zu einem großen Hersteller von Lüftungstechnik in der DDR und war zudem innerhalb des RGW auf die Herstellung von Klimakammern zur Umweltsimulation spezialisiert. Ab 1963 gehörte die Nema zur VVB Luft- und Kältetechnik und ab 1970 zum Kombinat Luft- und Kältetechnik Dresden.
Der Sohn von Emil Stark, Karl Stark, versuchte erfolglos ab 1945 den Betrieb in Regensburg wieder aufzubauen. 
Am 1. Juli 1990 wurde aus dem Werk in Netzschkau die „Maschinenfabrik NEMA GmbH“. Danach wurden einzelne Unternehmensteile verkauft.

## Fahrzeugbeschreibung
Das einzige Modell war ein Kleinwagen mit drei Rädern. Das einzelne Vorderrad war lenkbar, die beiden Hinterräder wurden angetrieben. Der Einzylinder-Zweitaktmotor war luftgekühlt. Er leistete 4 PS aus 198 cm³ Hubraum. Das Fahrgestell hatte 170 cm Radstand und 110 cm Spurweite. Das Fahrzeug war 260 cm lang, 126 cm breit und 110 cm hoch. Die offene Karosserie bot Platz für zwei Personen nebeneinander. Die Höchstgeschwindigkeit war mit 50 km/h angegeben.